# Ischyropsalis hispanum
Ischyropsalis hispanum is een hooiwagen uit de familie Ischyropsalididae.